# Plum City
Plum City è un villaggio degli Stati Uniti d'America, situato in Wisconsin, nella contea di Pierce.